# The Voice Kids (4.ª temporada)
A quarta temporada do The Voice Kids, versão infantil do talent show brasileiro The Voice Brasil, estreou em 6 de janeiro de 2019 e terminou em 14 de abril de 2019 transmitida pela Rede Globo. A temporada teve a apresentação de André Marques e Thalita Rebouças (nos bastidores) e contou com Carlinhos Brown, Claudia Leitte e Simone & Simaria como técnicos.
Na final do programa, ficaram Jeremias Reis (Time Simone & Simaria), Luiza Barbosa (Time Claudia Leitte) e Raylla Araújo (Time Carlinhos Brown). O capixaba Jeremias Reis, do time de Simone & Simaria, venceu a temporada com 58,19% dos votos.

## Técnicos e apresentadores
A quarta temporada do programa contou com Carlinhos Brown, Claudia Leitte e Simone & Simaria que retornam como técnicos. Já a apresentação continuou sob o comando de André Marques e Thalita Rebouças nos bastidores.

## Episódios

### Episódio 1: Audições às Cegas, Parte 1 (6 de janeiro de 2019)
Legenda
| Ordem | Competidor        | Idade | Cidade                    | Canção                        | Escolha dos técnicos e competidores | Escolha dos técnicos e competidores | Escolha dos técnicos e competidores |
| Ordem | Competidor        | Idade | Cidade                    | Canção                        | Brown                               | Simone & Simaria                    | Claudia                             |
| ----- | ----------------- | ----- | ------------------------- | ----------------------------- | ----------------------------------- | ----------------------------------- | ----------------------------------- |
| 1     | Lucas & Vinícius  | 11    | São João del-Rei, MG      | "Rapariga Não"                | ✔                                   | ✔                                   | ✔                                   |
| 2     | Malu Casanova     | 13    | Rio de Janeiro, RJ        | "If I Ain't Got You"          | ✔                                   | ✔                                   | ✔                                   |
| 3     | Manuela Lopez     | 14    | Caieiras, SP              | "Se eu Quiser Falar com Deus" | ✔                                   | ✔                                   | ✔                                   |
| 4     | Tita Stoll        | 9     | São Paulo, SP             | "I Want To Break Free"        | ✔                                   | —                                   | ✔                                   |
| 5     | Carol Roberto     | 13    | São Paulo, SP             | "Água de Beber"               | ✔                                   | —                                   | ✔                                   |
| 6     | Maria Clara Nery  | 9     | Curitiba, PR              | "A Bela e a Fera"             | ✔                                   | ✔                                   | ✔                                   |
| 7     | Kainny Oliveira   | 14    | Guarujá, SP               | "Mais Ninguém"                | —                                   | —                                   | —                                   |
| 8     | Esthela Rodrigues | 10    | Itatinga, SP              | "Rainha do Rodeio"            | ✔                                   | ✔                                   | —                                   |
| 9     | João Nápoli       | 12    | Florianópolis, SC         | "Saideira"                    | ✔                                   | ✔                                   | ✔                                   |
| 10    | Raylla Araújo     | 13    | Presidente Figueiredo, AM | "Por Enquanto"                | ✔                                   | ✔                                   | ✔                                   |
| 11    | Renan Andrade     | 13    | Belém, PA                 | "Reconvexo"                   | —                                   | —                                   | —                                   |
| 12    | Bia Abraão        | 10    | São Paulo, SP             | "Oração"                      | ✔                                   | ✔                                   | ✔                                   |
| 13    | Luisa Ferrari     | 9     | Itapetininga, SP          | "Fica Tudo Bem"               | ✔                                   | —                                   | —                                   |
| 14    | Jeremias Reis     | 11    | Serra, ES                 | "Sementes do Amanhã"          | ✔                                   | ✔                                   | ✔                                   |

### Episódio 2: Audições às Cegas, Parte 2 (13 de janeiro de 2019)
| Ordem | Competidor          | Idade | Cidade                    | Canção            | Escolha dos técnicos e competidores | Escolha dos técnicos e competidores | Escolha dos técnicos e competidores |
| Ordem | Competidor          | Idade | Cidade                    | Canção            | Brown                               | Simone & Simaria                    | Claudia                             |
| ----- | ------------------- | ----- | ------------------------- | ----------------- | ----------------------------------- | ----------------------------------- | ----------------------------------- |
| 1     | Alex Novais         | 11    | Campinas, SP              | "O Portão"        | ✔                                   | ✔                                   | ✔                                   |
| 2     | Lívia Valéria       | 12    | Patos, PB                 | "O Errado Sou Eu" | —                                   | ✔                                   | —                                   |
| 3     | Ana Rízia           | 10    | Petrolina, PE             | "Felicidade"      | ✔                                   | ✔                                   | ✔                                   |
| 4     | Gio Souza           | 10    | Fortaleza, CE             | "Promete"         | —                                   | —                                   | —                                   |
| 5     | Laurah Pessanha     | 10    | Campos dos Goytacazes, RJ | "Banho de Lua"    | —                                   | —                                   | ✔                                   |
| 6     | Luis Henrique Alves | 13    | São Paulo, SP             | "Papel Machê"     | ✔                                   | ✔                                   | ✔                                   |
| 7     | Lanna Moutinho      | 9     | São Paulo, SP             | "Havana"          | —                                   | —                                   | ✔                                   |
| 8     | Beatriz Freitas     | 11    | Peixoto de Azevedo, MT    | "Caipira"         | ✔                                   | —                                   | —                                   |
| 9     | Iádira Maia         | 13    | Fortaleza, CE             | "Dona Maria"      | —                                   | —                                   | —                                   |
| 10    | Giulia Levita       | 12    | Salvador, BA              | "Corazón Partío"  | ✔                                   | ✔                                   | ✔                                   |
| 11    | Camila Woloszyn     | 10    | Porto Alegre, RS          | "Think Of Me"     | ✔                                   | ✔                                   | ✔                                   |
| 12    | Duda Soares         | 11    | Rio das Ostras, RJ        | "Final Feliz"     | ✔                                   | —                                   | —                                   |
| 13    | Nicolas Gabriel     | 11    | Campo do Meio, MG         | "Mala"            | ✔                                   | ✔                                   | ✔                                   |
| 14    | Cacá Nascimento     | 11    | Rio de Janeiro, RJ        | "O Pato"          | ✔                                   | ✔                                   | ✔                                   |

### Episódio 3: Audições às Cegas, Parte 3 (20 de janeiro de 2019)
| Ordem | Competidor          | Idade | Cidade                      | Canção                         | Escolha dos técnicos e competidores | Escolha dos técnicos e competidores | Escolha dos técnicos e competidores |
| Ordem | Competidor          | Idade | Cidade                      | Canção                         | Brown                               | Simone & Simaria                    | Claudia                             |
| ----- | ------------------- | ----- | --------------------------- | ------------------------------ | ----------------------------------- | ----------------------------------- | ----------------------------------- |
| 1     | Helô Wanderley      | 11    | Patos, PB                   | "O Carimbador Maluco"          | ✔                                   | ✔                                   | ✔                                   |
| 2     | Rodrigo Seligmann   | 12    | Rio de Janeiro, RJ          | "Can't Help Falling In Love"   | ✔                                   | ✔                                   | ✔                                   |
| 3     | Giovana Rezende     | 10    | Itaverava, MG               | "Fogão de Lenha"               | —                                   | ✔                                   | —                                   |
| 4     | Laura Smolari       | 13    | Severínia, SP               | "Mulher-Maravilha"             | —                                   | —                                   | —                                   |
| 5     | Ana Clara Rodrigues | 9     | Jaboatão dos Guararapes, PE | "Tropicana"                    | ✔                                   | —                                   | ✔                                   |
| 6     | Henrique Linhares   | 11    | Rio de Janeiro, RJ          | "Sereia"                       | ✔                                   | ✔                                   | ✔                                   |
| 7     | Maria Clara Maia    | 11    | Ituiutaba, MG               | "Tiro ao Álvaro"               | ✔                                   | ✔                                   | ✔                                   |
| 8     | Guilherme Eiji      | 11    | São Paulo, SP               | "(Out Here) On My Own"         | ✔                                   | ✔                                   | ✔                                   |
| 9     | Jeane Barreto       | 13    | Magé, RJ                    | "O Sol"                        | ✔                                   | —                                   | —                                   |
| 10    | Luê Aguiar          | 11    | Cornélio Procópio, PR       | "O Leãozinho"                  | ✔                                   | ✔                                   | ✔                                   |
| 11    | Felipe Luiz         | 13    | Guará, SP                   | "No Dia Em Que Eu Sai de Casa" | —                                   | —                                   | —                                   |
| 12    | Beatryz Zarb        | 10    | Sobradinho, BA              | "A Noite"                      | ✔                                   | —                                   | —                                   |
| 13    | Thales Gabrig       | 12    | Petrópolis, RJ              | "Notificação Preferida”        | —                                   | ✔                                   | —                                   |
| 14    | Isabella & Rachel   | 12    | Jacareí, SP                 | "Billionaire"                  | ✔                                   | ✔                                   | ✔                                   |

### Episódio 4: Audições às Cegas, Parte 4 (27 de janeiro de 2019)
| Ordem | Competidor          | Idade | Cidade                     | Canção                   | Escolha dos técnicos e competidores | Escolha dos técnicos e competidores | Escolha dos técnicos e competidores |
| Ordem | Competidor          | Idade | Cidade                     | Canção                   | Brown                               | Simone & Simaria                    | Claudia                             |
| ----- | ------------------- | ----- | -------------------------- | ------------------------ | ----------------------------------- | ----------------------------------- | ----------------------------------- |
| 1     | Mari Carvalho       | 10    | Castanhal, PA              | "Velha Roupa Colorida"   | ✔                                   | ✔                                   | ✔                                   |
| 2     | Vinicius Casagrande | 12    | Itaquaquecetuba, SP        | "Não Deixo Não"          | —                                   | ✔                                   | —                                   |
| 3     | Sofia Araújo        | 10    | Santo André, SP            | "De Janeiro a Janeiro"   | —                                   | —                                   | —                                   |
| 4     | Marianna Araújo     | 12    | Santo Antônio de Jesus, BA | "Meu Ébano"              | ✔                                   | —                                   | ✔                                   |
| 5     | Luiza Barbosa       | 12    | Sapiranga, RS              | "Sangrando"              | ✔                                   | ✔                                   | ✔                                   |
| 6     | Adônis Tavares      | 12    | Barcarena, PA              | "How Can I Go On"        | ✔                                   | —                                   | —                                   |
| 7     | Vinícius Leite      | 10    | Maetinga, BA               | "Sem Medo de Ser Feliz"  | ✔                                   | ✔                                   | ✔                                   |
| 8     | Isadora Bertolino   | 11    | Uberlândia, MG             | "126 Cabides"            | —                                   | ✔                                   | —                                   |
| 9     | Clara Lima          | 11    | São Gonçalo, RJ            | "No One"                 | ✔                                   | —                                   | —                                   |
| 10    | Fernanda Fernandes  | 14    | Parintins, AM              | "Fantasma"               | —                                   | —                                   | —                                   |
| 11    | João Vitor Alves    | 13    | Cláudio, MG                | "Pra Sempre Vou Te Amar" | ✔                                   | ✔                                   | ✔                                   |
| 12    | Palloma Gueiros     | 11    | Recife, PE                 | "Carinhoso"              | ✔                                   | —                                   | ✔                                   |
| 13    | Bel Sant'anna       | 13    | Florianópolis, SC          | "I Didn't I Plan It"     | —                                   | ✔                                   | —                                   |
| 14    | Pedro Miranda       | 11    | Belo Horizonte, MG         | "Sina"                   | ✔                                   | ✔                                   | ✔                                   |

### Episódio 5: Audições às Cegas, Parte 5 (3 de fevereiro de 2019)
| Ordem | Competidor           | Idade | Cidade                       | Canção                   | Escolha dos técnicos e competidores | Escolha dos técnicos e competidores | Escolha dos técnicos e competidores |
| Ordem | Competidor           | Idade | Cidade                       | Canção                   | Brown                               | Simone & Simaria                    | Claudia                             |
| ----- | -------------------- | ----- | ---------------------------- | ------------------------ | ----------------------------------- | ----------------------------------- | ----------------------------------- |
| 1     | Nicolly Queiroz      | 11    | São Paulo, SP                | "Alguém me avisou"       | ✔                                   | ✔                                   | ✔                                   |
| 2     | Yanni Miranda        | 10    | Juquiá, SP                   | "Oh! Darling"            | ✔                                   | —                                   | ✔                                   |
| 3     | Arthur Ferreira      | 13    | Jaguaquara, BA               | "Meio Caminho Andado"    | —                                   | —                                   | ✔                                   |
| 4     | Yasmim Ruth          | 13    | Santa Cruz do Capibaribe, PE | "A Vida do Viajante"     | ✔                                   | ✔                                   | ✔                                   |
| 5     | Ane Beatriz Ferreira | 11    | Belo Campo, BA               | "Jeito de Mato"          | —                                   | —                                   | —                                   |
| 6     | Guilherme Mendes     | 12    | Belo Horizonte, MG           | "Sorte Que Cê Beija Bem" | ✔                                   | —                                   | —                                   |
| 7     | Cacau Ribeiro        | 10    | São Lourenço, MG             | "História de Uma Gata"   | ✔                                   | ✔                                   | ✔                                   |
| 8     | Laura Kaori          | 13    | Moreira Sales, PR            | "Águas de Março"         | —                                   | ✔                                   | —                                   |
| 9     | Lunnah Novaes        | 11    | Salvador, BA                 | "Baby"                   | ✔                                   | —                                   | ✔                                   |
| 10    | André Menezes        | 13    | Tucumã, PA                   | "Todo Azul do Mar"       | —                                   | ✔                                   | —                                   |
| 11    | Sabrina de Souza     | 12    | Manaus, AM                   | "Girrassol"              | ✔                                   | ✔                                   | —                                   |
| 12    | Kauan Gabriel        | 13    | Jaboatão dos Guararapes, PE  | "Apelido Carinhoso"      | —                                   | —                                   | —                                   |
| 13    | Heloíse Testoni      | 12    | Gaspar, SC                   | "Ouvi Dizer"             | ✔                                   | —                                   | —                                   |
| 14    | João Pedro Chaseliov | 13    | Rio de Janeiro, RJ           | "This Is Me"             | ✔                                   | ✔                                   | ✔                                   |

### Episódio 6: Audições às Cegas, Parte 6 (10 de fevereiro de 2019)
| Ordem | Competidor        | Idade | Cidade                | Canção                                    | Escolha dos técnicos e competidores | Escolha dos técnicos e competidores | Escolha dos técnicos e competidores |
| Ordem | Competidor        | Idade | Cidade                | Canção                                    | Brown                               | Simone & Simaria                    | Claudia                             |
| ----- | ----------------- | ----- | --------------------- | ----------------------------------------- | ----------------------------------- | ----------------------------------- | ----------------------------------- |
| 1     | Sofia Cruz        | 9     | Campina Grande, PB    | "Tutti Frutti"                            | ✔                                   | ✔                                   | ✔                                   |
| 2     | Kawan Pedro       | 13    | Itapejara d'Oeste, PR | "Se Deus Me Ouvisse"                      | —                                   | ✔                                   | —                                   |
| 3     | Lavínia Aisar     | 14    | São Paulo, SP         | "Flashlight"                              | ✔                                   | ✔                                   | ✔                                   |
| 4     | Iara Abreu        | 11    | Natal, RN             | "Coração de Papel"                        | ✔                                   | —                                   | —                                   |
| 5     | Tiago Henrique    | 12    | Rio de Janeiro, RJ    | "When We Were Young"                      | —                                   | —                                   | —                                   |
| 6     | Helen & Heloisa   | 12    | Andradas, MG          | "Para Lennon e McCartney"                 | —                                   | ✔                                   | —                                   |
| 7     | Anabella          | 12    | Curitiba, PR          | "Seduzir"                                 | —                                   | —                                   | ✔                                   |
| 8     | Emanuely Kamily   | 12    | Montes Claros, MG     | "Mercedita"                               | ✔                                   | ✔                                   | ✔                                   |
| 9     | Isabely Fernandes | 12    | Jacareí, SP           | "(You Make Me Feel Like) A Natural Woman" | ✔                                   | ✔                                   | ✔                                   |
| 10    | Luigi Oliveira    | 14    | Osasco, SP            | "No Meu Coração Você Vai Sempre Estar"    | ✔                                   | —                                   | —                                   |
| 11    | Isa Lima          | 14    | Rio de Janeiro, RJ    | "The Climb"                               | ✔                                   | ✔                                   | ✔                                   |
| 12    | Tayssa Magalhães  | 11    | Rio de Janeiro, RJ    | "Garota de Ipanema"                       | ✔                                   | —                                   | Time Completo                       |
| 13    | Julya Santos      | 13    | Ribeirão Pires, SP    | "Quem Sou"                                | Time Completo                       | —                                   | Time Completo                       |
| 14    | Polly Angel       | 13    | Contagem, MG          | "Coisa Linda"                             | Time Completo                       | ✔                                   | Time Completo                       |

### Episódios 7 a 9: Batalhas (17 de fevereiro a 3 de março de 2019)
Legenda
Performances
- "Saudade" - Claudia Leitte e Hungria Hip Hop
- "Qualidade de Vida" - Simone & Simaria
- "Tudo Unido é Mais Bonito" - Carlinhos Brown e Timbalada

| Episódio | Técnico          | Ordem | Vencedor(es)        | Canção                                                | Eliminados          | Eliminados           |
| -------- | ---------------- | ----- | ------------------- | ----------------------------------------------------- | ------------------- | -------------------- |
| 7        | Claudia Leitte   | 1     | Maria Clara Nery    | "Lindo Balão Azul"                                    | Ana Clara Rodrigues | Laurah Pessanha      |
| 7        | Simone & Simaria | 2     | Helen & Heloisa     | "Roar"                                                | Bel Sant'anna       | Camila Woloszyn      |
| 7        | Carlinhos Brown  | 3     | Luis Henrique Alves | "Um Dia de Domingo"                                   | Heloíse Testoni     | João Vitor Alves     |
| 7        | Simone & Simaria | 4     | Nicolas Gabriel     | "Dormi na Praça"                                      | André Menezes       | Vinicius Casagrande  |
| 7        | Carlinhos Brown  | 5     | Raylla Araújo       | "Minha Felicidade"                                    | Clara Lima          | Tayssa Magalhães     |
| 7        | Claudia Leitte   | 6     | Giulia Levita       | "No Tears Left to Cry"                                | Anabella            | Guilherme Eiji       |
| 7        | Carlinhos Brown  | 7     | Beatrys Zarb        | "Meu Abrigo"                                          | Iara Abreu          | Luisa Ferrari        |
| 7        | Simone & Simaria | 8     | Jeremias Reis       | "Se Uma Estrela Aparecer (When You Wish Upon a Star)" | Kawan Pedro         | Rodrigo Seligmann    |
|          |                  |       |                     |                                                       |                     |                      |
| 8        | Claudia Leitte   | 1     | João Nápoli         | "Treasure"                                            | Isa Lima            | João Pedro Chaseliov |
| 8        | Simone & Simaria | 2     | Esthela Martins     | "Amo Noite e Dia"                                     | Lucas & Vinícius    | Vinícius Leite       |
| 8        | Claudia Leitte   | 3     | Palloma Gueiros     | "Não Deixe o Samba Morrer"                            | Cacá Nascimento     | Mari Carvalho        |
| 8        | Carlinhos Brown  | 4     | Alex Novais         | "Alma Gêmea"                                          | Adônis Tavares      | Luigi Oliveira       |
| 8        | Simone & Simaria | 5     | Isabella & Rachel   | "Uni Duni Tê / Frevo Mulher"                          | Ana Rízia           | Laura Kaori          |
| 8        | Carlinhos Brown  | 6     | Jeane Barreto       | "Do Lado de Cá"                                       | Manuela Lopez       | Maria Clara Maia     |
| 8        | Claudia Leitte   | 7     | Lanna Moutinho      | "Favela"                                              | Tita Stoll          | Yanni Miranda        |
| 8        | Simone & Simaria | 8     | Lívia Valéria       | "Anunciação"                                          | Emanuely Kamily     | Isadora Bertolino    |
|          |                  |       |                     |                                                       |                     |                      |
| 9        | Carlinhos Brown  | 1     | Carol Roberto       | "Vou Festejar"                                        | Marianna Araújo     | Nicolly Queiroz      |
| 9        | Simone & Simaria | 2     | Bia Abraão          | "Ragatanga (Asereje)"                                 | Giovana Rezende     | Sabrina de Souza     |
| 9        | Claudia Leitte   | 3     | Malu Casanova       | "Hall Of Fame"                                        | Lavínia Aisar       | Lunnah Novaes        |
| 9        | Carlinhos Brown  | 4     | Guilherme Mendes    | "O Último Romântico"                                  | Duda Soares         | Henrique Linhares    |
| 9        | Claudia Leitte   | 5     | Luiza Barbosa       | "Tão Seu"                                             | Arthur Ferreira     | Isabely Fernandes    |
| 9        | Simone & Simaria | 6     | Polly Angel         | "Say Something"                                       | Thales Gabrig       | Yasmin Ruth          |
| 9        | Carlinhos Brown  | 7     | Beatriz Freitas     | "Estúpido Cupido"                                     | Cacau Ribeiro       | Sofia Cruz           |
| 9        | Claudia Leitte   | 8     | Pedro Miranda       | "Sá Marina"                                           | Helô Wanderley      | Luê Aguiar           |

### Episódio 10: Shows ao vivo - Oitavas de Final, Parte 1 (10 de março de 2019)
Legenda
| Ordem | Técnico          | Competidor          | Canção            | Resultado                |
| ----- | ---------------- | ------------------- | ----------------- | ------------------------ |
| 1     | Simone & Simaria | Bia Abraão          | "O Pato"          | Eliminada                |
| 2     | Simone & Simaria | Isabella & Rachel   | "Got To Be Real   | Eliminadas               |
| 3     | Simone & Simaria | Nicolas Gabriel     | "Atrasadinha"     | Voto do público (45%)    |
| 4     | Simone & Simaria | Polly Angel         | "Fall in Line"    | Salva pelas técnicas     |
| 5     | Carlinhos Brown  | Alex Novais         | "Demais Linda"    | Salvo pelo técnico       |
| 6     | Carlinhos Brown  | Beatrys Zarb        | "Versos Simples"  | Eliminada                |
| 7     | Carlinhos Brown  | Luis Henrique Alves | "Ive Brussel"     | Eliminado                |
| 8     | Carlinhos Brown  | Raylla Araújo       | "Zero a Dez       | Voto do público (37,11%) |
| 9     | Claudia Leitte   | Lanna Moutinho      | "Pesadão"         | Eliminada                |
| 10    | Claudia Leitte   | Malu Casanova       | "Dangerous Woman" | Salva pela técnica       |
| 11    | Claudia Leitte   | Maria Clara Nery    | "João e Maria"    | Eliminada                |
| 12    | Claudia Leitte   | Pedro Miranda       | "Stay with Me"    | Voto do público (33,74%) |

### Episódio 11: Shows ao vivo - Oitavas de Final, Parte 2 (17 de março de 2019)
| Ordem | Técnico          | Competidor       | Canção                     | Resultado                |
| ----- | ---------------- | ---------------- | -------------------------- | ------------------------ |
| 1     | Carlinhos Brown  | Beatriz Freitas  | "Man! I Feel Like a Woman" | Eliminada                |
| 2     | Carlinhos Brown  | Carol Roberto    | "Dona de Mim               | Salvo pelo técnico       |
| 3     | Carlinhos Brown  | Guilherme Mendes | "Hello"                    | Voto do público (44,90%) |
| 4     | Carlinhos Brown  | Jeane Barreto    | "Amado"                    | Eliminada                |
| 5     | Claudia Leitte   | Giulia Levita    | "Price Tag"                | Eliminada                |
| 6     | Claudia Leitte   | João Nápoli      | "Counting Stars"           | Salvo pela técnica       |
| 7     | Claudia Leitte   | Luiza Barbosa    | "Força Estranha"           | Voto do público (45,98%) |
| 8     | Claudia Leitte   | Palloma Gueiros  | "Maria, Maria"             | Eliminada                |
| 9     | Simone & Simaria | Esthela Martins  | "Pura Emoção"              | Eliminada                |
| 10    | Simone & Simaria | Helen & Heloisa  | "Day Tripper"              | Salvas pelas técnicas    |
| 11    | Simone & Simaria | Jeremias Reis    | "Chuva de Arroz"           | Voto do público (50,59%) |
| 12    | Simone & Simaria | Lívia Valéria    | "Asa Branca"               | Eliminada                |

### Episódio 12: Shows ao vivo - Quartas de Final (24 de março de 2019)
| Ordem | Técnico          | Competidor       | Canção                    | Resultado                |
| ----- | ---------------- | ---------------- | ------------------------- | ------------------------ |
| 1     | Claudia Leitte   | João Nápoli      | "Anna Júlia"              | Eliminado                |
| 2     | Claudia Leitte   | Luiza Barbosa    | "Malandragem"             | Voto do público (59,68%) |
| 3     | Claudia Leitte   | Malu Casanova    | "Coleção"                 | Salva pela técnica       |
| 4     | Claudia Leitte   | Pedro Miranda    | "Uptown Funk"             | Salvo pela técnica       |
| 5     | Simone & Simaria | Helen & Heloisa  | "Sapato Velho"            | Eliminadas               |
| 6     | Simone & Simaria | Jeremias Reis    | "Apenas Mais Uma de Amor" | Voto do público (70,43%) |
| 7     | Simone & Simaria | Nicolas Gabriel  | "Cem Mil"                 | Salvo pelas técnicas     |
| 8     | Simone & Simaria | Polly Angel      | "Confident"               | Salva pelas técnicas     |
| 9     | Carlinhos Brown  | Alex Novais      | "Simples e Romântico"     | Eliminado                |
| 10    | Carlinhos Brown  | Carol Roberto    | "Maria Maria"             | Salva pelo técnico       |
| 11    | Carlinhos Brown  | Guilherme Mendes | "Hero"                    | Salvo pelo técnico       |
| 12    | Carlinhos Brown  | Raylla Araújo    | "Céu Azul"                | Voto do público (42,51%) |

### Episódio 13: Shows ao vivo - Semifinal (7 de abril de 2019)
Legenda
| Ordem | Técnico          | Competidor       | Canção                   | Resultado (pontos) | Resultado (pontos) | Resultado (pontos) |
| Ordem | Técnico          | Competidor       | Canção                   | Público            | Técnico            | Total              |
| ----- | ---------------- | ---------------- | ------------------------ | ------------------ | ------------------ | ------------------ |
| 1     | Carlinhos Brown  | Carol Roberto    | "Superstition"           | 11,71              | 0                  | 11,71              |
| 2     | Carlinhos Brown  | Guilherme Mendes | "Te Esperando"           | 33,83              | 0                  | 33,83              |
| 3     | Carlinhos Brown  | Raylla Araújo    | "Amor I Love You"        | 54,46              | 20                 | 74,46              |
| 4     | Claudia Leitte   | Luiza Barbosa    | "Travessia"              | 72,14              | 20                 | 92,14              |
| 5     | Claudia Leitte   | Malu Casanova    | "I'll Never Love Again"  | 9,09               | 0                  | 9,09               |
| 6     | Claudia Leitte   | Pedro Miranda    | "Believe"                | 19,77              | 0                  | 19,77              |
| 7     | Simone & Simaria | Jeremias Reis    | "Pétala"                 | 75,66              | 20                 | 95,66              |
| 8     | Simone & Simaria | Nicolas Gabriel  | "É com Ela que Eu Estou" | 16,46              | 0                  | 16,46              |
| 9     | Simone & Simaria | Polly Angel      | "Garganta"               | 7,88               | 0                  | 7,88               |

| Ordem | Artistas                                                                     | Canção           |
| ----- | ---------------------------------------------------------------------------- | ---------------- |
| 1     | Carlinhos Brown e seu time (Carol Roberto, Guilherme Mendes e Raylla Araújo) | "A Banda"        |
| 2     | Claudia Leitte e seu time (Luiza Barbosa, Malu Casanova e Pedro Miranda)     | "Hallelujah"     |
| 3     | Simone & Simaria e seu time (Jeremias Reis, Nicolas Gabriel e Polly Angel)   | "A Hora É Agora" |

### Episódio 14: Shows ao vivo - Final (14 de abril de 2019)
Legenda
| Técnico          | Competidor    | Ordem | Canção Solo 1      | Ordem | Canção Solo 2                     | Resultado         |
| ---------------- | ------------- | ----- | ------------------ | ----- | --------------------------------- | ----------------- |
| Simone & Simaria | Jeremias Reis | 1     | "Oh Happy Day"     | 4     | "Tudo Que Você Quiser"            | Vencedor (58,19%) |
| Claudia Leitte   | Luiza Barbosa | 2     | "Como Nossos Pais" | 5     | "Pais e Filhos"                   | Finalista         |
| Carlinhos Brown  | Raylla Araújo | 3     | "Bate Coração"     | 6     | "Se Eu Não Te Amasse Tanto Assim" | Finalista         |

| Ordem | Artistas                         | Canção           |
| ----- | -------------------------------- | ---------------- |
| 1     | Jeremias Reis e Vitor Kley       | "Deixa"          |
| 2     | Carol Roberto e Guilherme Mendes | "Zen"            |
| 3     | Luiza Barbosa e Iza              | "Palco"          |
| 4     | Nicolas Gabriel e Polly Angel    | "Propaganda"     |
| 5     | Malu Casanova e Pedro Miranda    | "Love on Top"    |
| 6     | Raylla Araújo e Melim            | "Velha Infância" |

## Resultados
Legenda
Times
| - Time Brown - Time Simone & Simaria - Time Claudia |

Detalhes dos resultados
| - Vencedor - Finalista - Artista foi salvo pelo voto do público - Artista foi salvo pelo seu técnico - Artista não se apresentou - Artista foi eliminado - Artista avançou para a final da temporada - Artista recebeu menos pontos e foi eliminado |

| Artista | Artista             | Semana 1   | Semana 2              | Semana 3              | Semana 4              | Semana 5              |
| ------- | ------------------- | ---------- | --------------------- | --------------------- | --------------------- | --------------------- |
|         | Jeremias Reis       |            | Salvo                 | Salvo                 | Salvo                 | Vencedor (Final)      |
|         | Luiza Barbosa       |            | Salva                 | Salva                 | Salva                 | Finalistas (Final)    |
|         | Raylla Araújo       | Salva      |                       | Salva                 | Salva                 | Finalistas (Final)    |
|         | Carol Roberto       |            | Salva                 | Salva                 | Eliminada             | Eliminados (Semana 4) |
|         | Guilherme Mendes    |            | Salvo                 | Salvo                 | Eliminado             | Eliminados (Semana 4) |
|         | Malu Casanova       | Salva      |                       | Salva                 | Eliminada             | Eliminados (Semana 4) |
|         | Nicolas Gabriel     | Salvo      |                       | Salvo                 | Eliminado             | Eliminados (Semana 4) |
|         | Pedro Miranda       | Salvo      |                       | Salvo                 | Eliminado             | Eliminados (Semana 4) |
|         | Polly Angel         | Salva      |                       | Salva                 | Eliminada             | Eliminados (Semana 4) |
|         | Alex Novais         | Salvo      |                       | Eliminado             | Eliminados (Semana 3) | Eliminados (Semana 3) |
|         | Helen & Heloisa     |            | Salvas                | Eliminadas            | Eliminados (Semana 3) | Eliminados (Semana 3) |
|         | João Nápoli         |            | Salvo                 | Eliminado             | Eliminados (Semana 3) | Eliminados (Semana 3) |
|         | Beatriz Freitas     |            | Eliminada             | Eliminadas (Semana 2) | Eliminadas (Semana 2) | Eliminadas (Semana 2) |
|         | Esthela Martins     |            | Eliminada             | Eliminadas (Semana 2) | Eliminadas (Semana 2) | Eliminadas (Semana 2) |
|         | Giulia Levita       |            | Eliminada             | Eliminadas (Semana 2) | Eliminadas (Semana 2) | Eliminadas (Semana 2) |
|         | Jeane Barreto       |            | Eliminada             | Eliminadas (Semana 2) | Eliminadas (Semana 2) | Eliminadas (Semana 2) |
|         | Lívia Valéria       |            | Eliminada             | Eliminadas (Semana 2) | Eliminadas (Semana 2) | Eliminadas (Semana 2) |
|         | Palloma Gueiros     |            | Eliminada             | Eliminadas (Semana 2) | Eliminadas (Semana 2) | Eliminadas (Semana 2) |
|         | Beatrys Zarb        | Eliminada  | Eliminados (Semana 1) | Eliminados (Semana 1) | Eliminados (Semana 1) | Eliminados (Semana 1) |
|         | Bia Abraão          | Eliminada  | Eliminados (Semana 1) | Eliminados (Semana 1) | Eliminados (Semana 1) | Eliminados (Semana 1) |
|         | Isabella & Rachel   | Eliminadas | Eliminados (Semana 1) | Eliminados (Semana 1) | Eliminados (Semana 1) | Eliminados (Semana 1) |
|         | Lanna Moutinho      | Eliminada  | Eliminados (Semana 1) | Eliminados (Semana 1) | Eliminados (Semana 1) | Eliminados (Semana 1) |
|         | Luis Henrique Alves | Eliminado  | Eliminados (Semana 1) | Eliminados (Semana 1) | Eliminados (Semana 1) | Eliminados (Semana 1) |
|         | Maria Clara Nery    | Eliminada  | Eliminados (Semana 1) | Eliminados (Semana 1) | Eliminados (Semana 1) | Eliminados (Semana 1) |

## Times
Legenda
     – Vencedor(a)
     – Finalista
     – Eliminado(a) na semifinal
     – Eliminado(a) nas quartas de final ao vivo
     – Eliminado(a) nas oitavas de final ao vivo
     – Eliminado(a) na rodada de batalhas
| Técnicos             | Artistas            | Artistas          | Artistas            | Artistas |
| -------------------- | ------------------- | ----------------- | ------------------- | -------- |
| Carlinhos Brown      |                     |                   |                     |          |
| Raylla Araújo        | Carol Roberto       | Guilherme Mendes  | Alex Novais         |          |
| Beatriz Freitas      | Beatrys Zarb        | Jeane Barreto     | Luis Henrique Alves |          |
| Adônis Tavares       | Cacau Ribeiro       | Clara Lima        | Duda Soares         |          |
| Heloíse Testoni      | Henrique Linhares   | Iara Abreu        | João Vitor Alves    |          |
| Luigi Oliveira       | Luisa Ferrari       | Manuela Lopez     | Maria Clara Maia    |          |
| Marianna Araújo      | Nicolly Queiroz     | Sofia Cruz        | Tayssa Magalhães    |          |
| Simone & Simaria     |                     |                   |                     |          |
| Jeremias Reis        | Nicolas Gabriel     | Polly Angel       | Helen & Heloisa     |          |
| Bia Abraão           | Esthela Martins     | Isabella & Rachel | Lívia Valéria       |          |
| Ana Rízia            | André Menezes       | Bel Sant'anna     | Camila Woloszyn     |          |
| Emanuely Kamily      | Giovana Rezende     | Isadora Bertolino | Kawan Pedro         |          |
| Laura Kaori          | Lucas & Vinícius    | Rodrigo Seligmann | Sabrina de Souza    |          |
| Thales Gabrig        | Vinicius Casagrande | Vinícius Leite    | Yasmim Ruth         |          |
| Claudia Leitte       |                     |                   |                     |          |
| Luiza Barbosa        | Malu Casanova       | Pedro Miranda     | João Nápoli         |          |
| Giulia Levita        | Lanna Moutinho      | Maria Clara Nery  | Palloma Gueiros     |          |
| Ana Clara Rodrigues  | Anabella            | Arthur Ferreira   | Cacá Nascimento     |          |
| Guilherme Eiji       | Helô Wanderley      | Isa Lima          | Isabely Fernandes   |          |
| João Pedro Chaseliov | Laurah Pessanha     | Lavínia Aisar     | Luê Aguiar          |          |
| Lunnah Novaes        | Mari Carvalho       | Tita Stoll        | Yanni Miranda       |          |

## Audiência
Os dados são providos pelo IBOPE e se referem ao público da Grande São Paulo.
| #  | Episódio                                  | Exibição Original       | Audiência (Média Consolidada) | Fonte  |
| -- | ----------------------------------------- | ----------------------- | ----------------------------- | ------ |
| 1  | Audições às Cegas, Parte 1                | 6 de janeiro de 2019    | 15.3                          | [ 2 ]  |
| 2  | Audições às Cegas, Parte 2                | 13 de janeiro de 2019   | 15.9                          | [ 3 ]  |
| 3  | Audições às Cegas, Parte 3                | 20 de janeiro de 2019   | 15.5                          | [ 4 ]  |
| 4  | Audições às Cegas, Parte 4                | 27 de janeiro de 2019   | 16.8                          | [ 5 ]  |
| 5  | Audições às Cegas, Parte 5                | 3 de fevereiro de 2019  | 16.6                          | [ 6 ]  |
| 6  | Audições às Cegas, Parte 6                | 10 de fevereiro de 2019 | 17.4                          | [ 7 ]  |
| 7  | Batalhas, Parte 1                         | 17 de fevereiro de 2019 | 17.6                          | [ 8 ]  |
| 8  | Batalhas, Parte 2                         | 24 de fevereiro de 2019 | 17.5                          | [ 9 ]  |
| 9  | Batalhas, Parte 3                         | 3 de março de 2019      | 15.9                          | [ 10 ] |
| 10 | Shows ao vivo - Oitavas de Final, Parte 1 | 10 de março de 2019     | 15.0                          | [ 11 ] |
| 11 | Shows ao vivo - Oitavas de Final, Parte 2 | 17 de março de 2019     | 14.0                          | [ 12 ] |
| 12 | Shows ao vivo, Quartas de Final           | 24 de março de 2019     | 14.9                          | [ 13 ] |
| 13 | Shows ao vivo, Semifinal                  | 07 de abril de 2019     | 14.0                          | [ 14 ] |
| 14 | Shows ao vivo, Final                      | 14 de Abril de 2019     | 17.8                          | [ 15 ] |

- Em 2019, cada ponto representa 73.015 domicílios ou 204.050 pessoas na Grande São Paulo.